# Trionfi di Cesare
(Giorgio Vasari, Le vite de' più eccellenti pittori, scultori e architettori, s:Le vite de' più eccellenti pittori, scultori e architettori (1568))

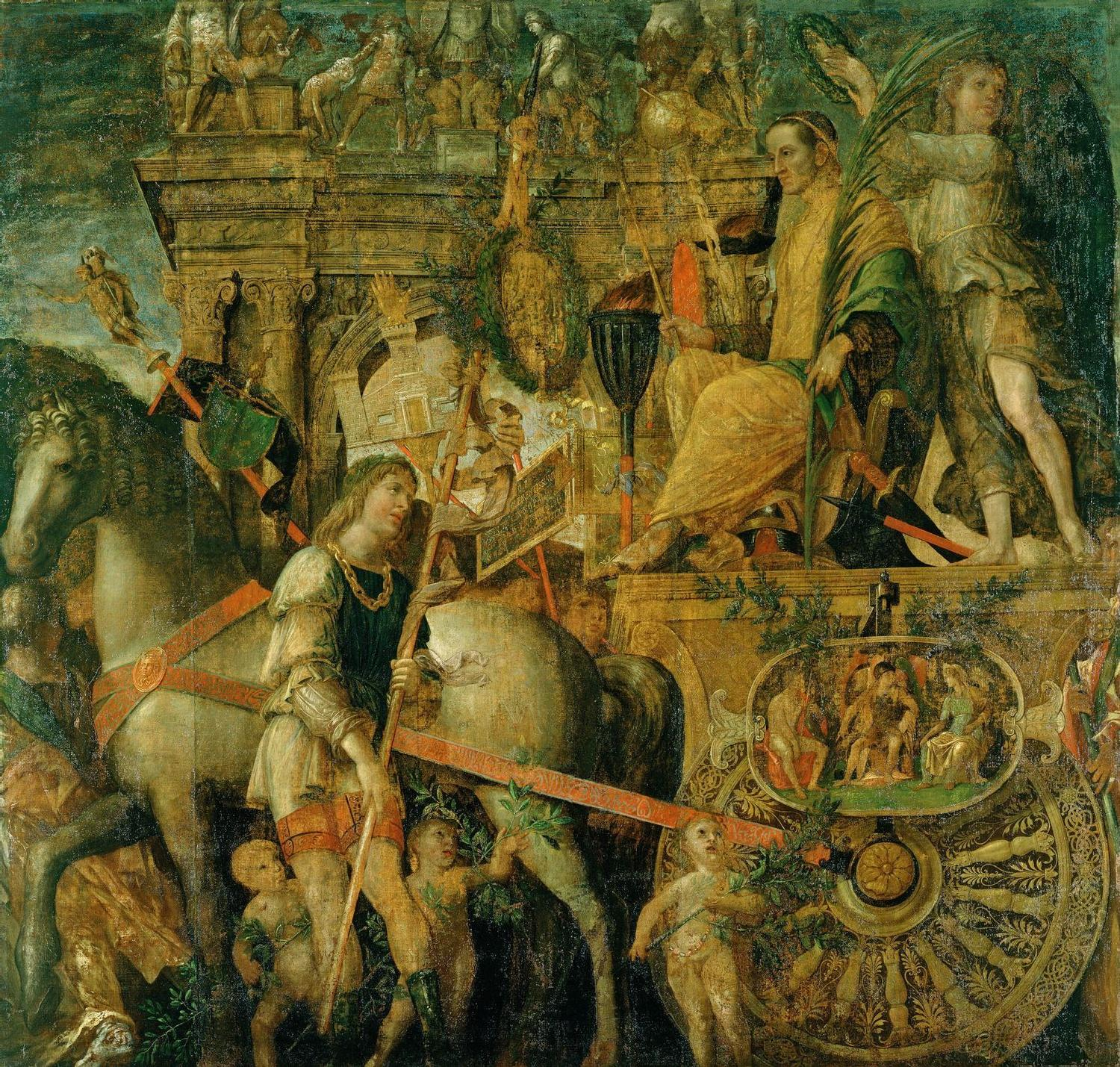
Nona tela, Giulio Cesare sul carro trionfale

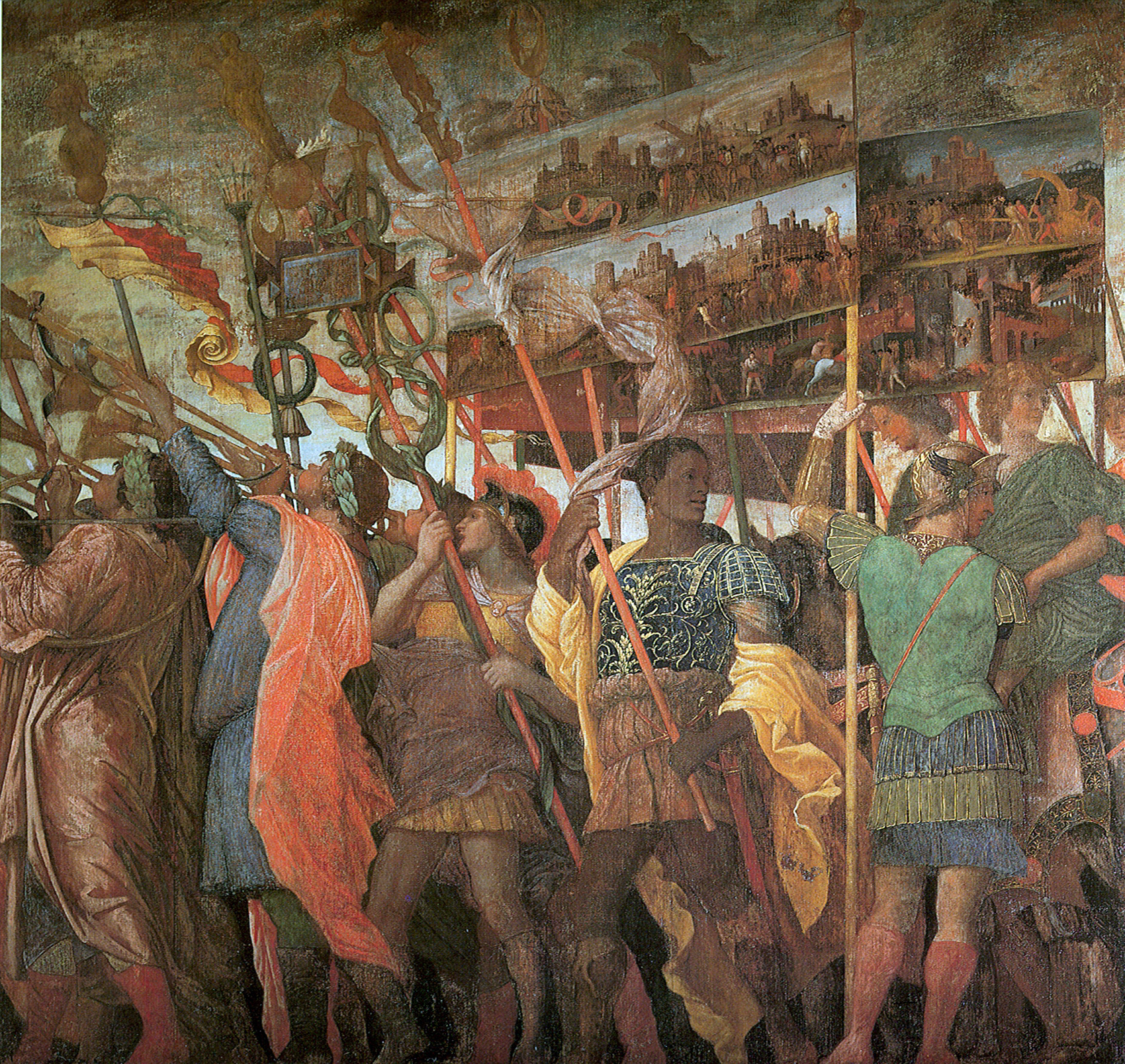
Prima tela, Trombettieri e portatori di insegne

I Trionfi di Cesare (per esteso i Trionfi di Cesare in Gallia, come riporta un'insegna nella seconda tela) sono una serie di nove tele (tempera a colla, 268x278 cm ciascuna) dipinte da Andrea Mantegna tra il 1485 circa e il 1505, conservate nel Palazzo del bagno di Hampton Court a Londra. Si tratta del primo e più riuscito tentativo di ricreare la pittura trionfale dell'Antica Roma.

## Storia

### Realizzazione
L'ambizioso progetto di far rivivere la storia romana nacque alla corte di Francesco II Gonzaga, giovane marchese di Mantova per le cui imprese militari era stato soprannominato dal poeta Ercole Strozzi il "novo Cesare".

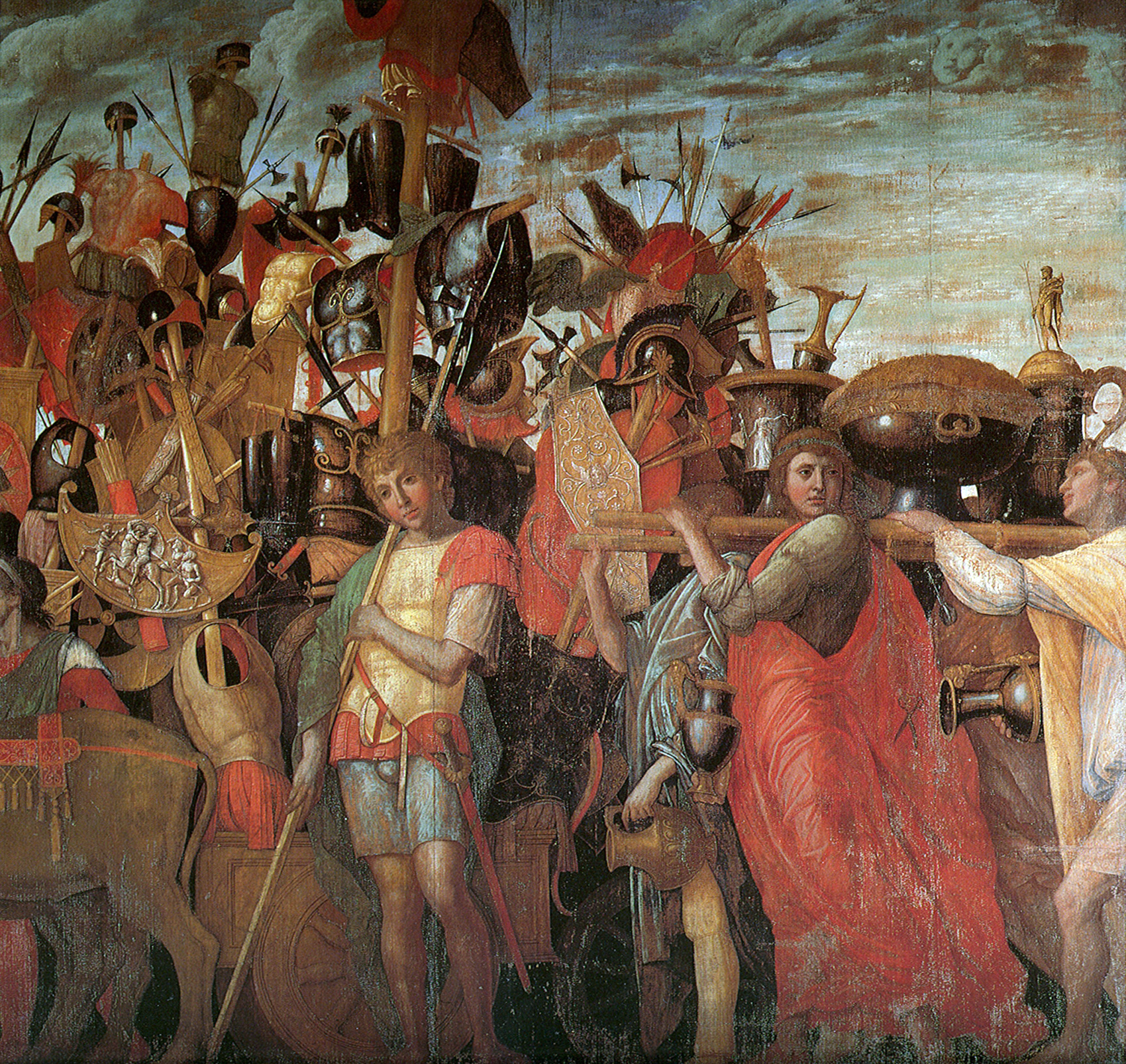
Terza tela, Carro con trofei e portatori di bottino

Mantegna, pittore di corte già dal 1460, si dedicò all'impresa con entusiasmo almeno fin dal 1486, avendo già dimostrato un forte interesse verso la cultura classica e il suo rivivere nel mondo moderno fin dagli anni della gioventù a Padova, quando nei circoli eruditi degli umanisti era stato introdotto allo studio e al collezionismo di epigrafi e reperti antichi. In quell'anno Silvestro Calandra informò infatti il duca Francesco che Ercole I d'Este desiderava visitare i Trionfi "che dipinge" il maestro Mantegna, facendo intendere che l'impresa era già avviata e sufficientemente nota. Tutt'altro che certa è la destinazione originaria del ciclo, forse una stanza del palazzo adiacente alla Camera degli Sposi.
L'ambizioso progetto si protrasse a lungo, con qualche interruzione, come i lavori nella residenza di Marmirolo (perduti) e il viaggio a Roma nel 1488-1490: in quell'occasione qualche tela doveva già essere stata ultimata, poiché il maestro si raccomandò al marchese per la loro conservazione. Nel 1492 le tele erano ancora in lavorazione e solo nel 1501 vennero rese pubbliche in parte, durante una rappresentazione di commedie antiche in cui sei dei Trionfi vennero usati come fondale. La conclusione forzata fu il 1505, poco prima della morte del maestro: del decimo "Trionfo" denominato i Senatori esiste infatti il solo cartone preparatorio.
Tra le fonti letterarie usate da Mantegna ci fu quasi certamente il Roma triumphans di Flavio Biondo, stampato anche a Mantova nel 1472. Altri testi poterono essere le storie antiche di Livio, Appiano, Giuseppe Flavio, Svetonio e Plutarco, tutte stampate a Venezia tra il 1450 e il 1475, o quelle moderne di G. Marcanova (disperse) o Valturio (De re militari). L'esecuzione delle tele procedette negli anni con un lavoro molto meticoloso, che prevedeva numerosi disegni preparatori, da cui successivamente vennero tratte numerose incisioni, che ebbero un'ampia diffusione e sparsero la fama del ciclo in tutta Europa.

### A Mantova, dopo la morte di Mantegna

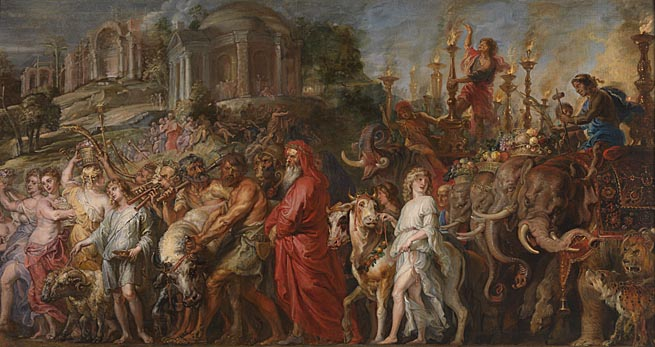
Rubens, Trionfo romano (1630 circa), National Gallery, Londra

Subito dopo la morte del maestro, Francesco II destinò le tele a una lunga galleria del palazzo San Sebastiano, che si era appena fatto costruire (risulta quasi terminato nel 1506), usando probabilmente una serie di pilastrini intagliati e dorati per incorniciarle, dei quali restano alcuni esemplari a palazzo Ducale.
Il ciclo divenne fin subito uno dei tesori più ammirati della città gonzaghesca, celebrato da ambasciatori e visitatori di passaggio. Nel 1626 sette delle tele erano state spostate a palazzo Ducale, con due di Lorenzo Costa. Vasari li vide e li descrisse come "la miglior cosa che [Mantegna] lavorasse mai". Tra i pittori che ad esse si ispirarono ci furono Hans Holbein il Giovane, che ne fece una copia tra il 1517 e il 1519 nella Hertenstein House di Lucerna (perduta) o Rubens, che dipinse un simile trionfo romano in una tela oggi alla National Gallery di Londra. L'incisore mantovano Andrea Andreani ne trasse una serie di xilografie, con l'innovativa tecnica del chiaroscuro, usando più colori.
Più di una volta i Trionfi vennero usati come decorazioni mobili per apparati festivi, a conferma del fatto che il tema non riguardava solo temi politici, ma aveva anche un contenuto festoso e legato al giubilo collettivo.

### Alla corte inglese
Nel 1629 le tele, assieme ai pezzi più prestigiosi della quadreria Gonzaga, vennero acquistate da Carlo I d'Inghilterra, che le trasportò a Londra dove, almeno dal 1649, vennero esposte nel palazzo reale di Hampton Court, dove si trovano tutt'oggi. Dopo la morte del re, Oliver Cromwell si rifiutò di venderle, a differenza di numerose altre opere, a causa della grande fama del ciclo. La loro fama è all'origine del mediocre stato di conservazione generale (in alcuni casi pessimo) delle tele, che furono oggetto nel tempo di numerosi restauri a partire dal 1690, rivelatisi poi inadeguati, e di ridipinture vere e proprie, come quella di Louis Laguerre nel XVIII secolo.
A questi problemi non rimediò il restauro moderno di R. Fry (1910), mentre quello del 1931-1934 di K. North mise fine alle cadute di colore, ma aggravò l'accensione delle vernici originali. Un restauro con metodi moderni venne effettuato nel 1962-1974, non toccando però la tela dei Prigionieri in quanto completamente coperta da ridipinture settecentesche.

## Descrizione e stile
Le nove tele dei Trionfi sono:

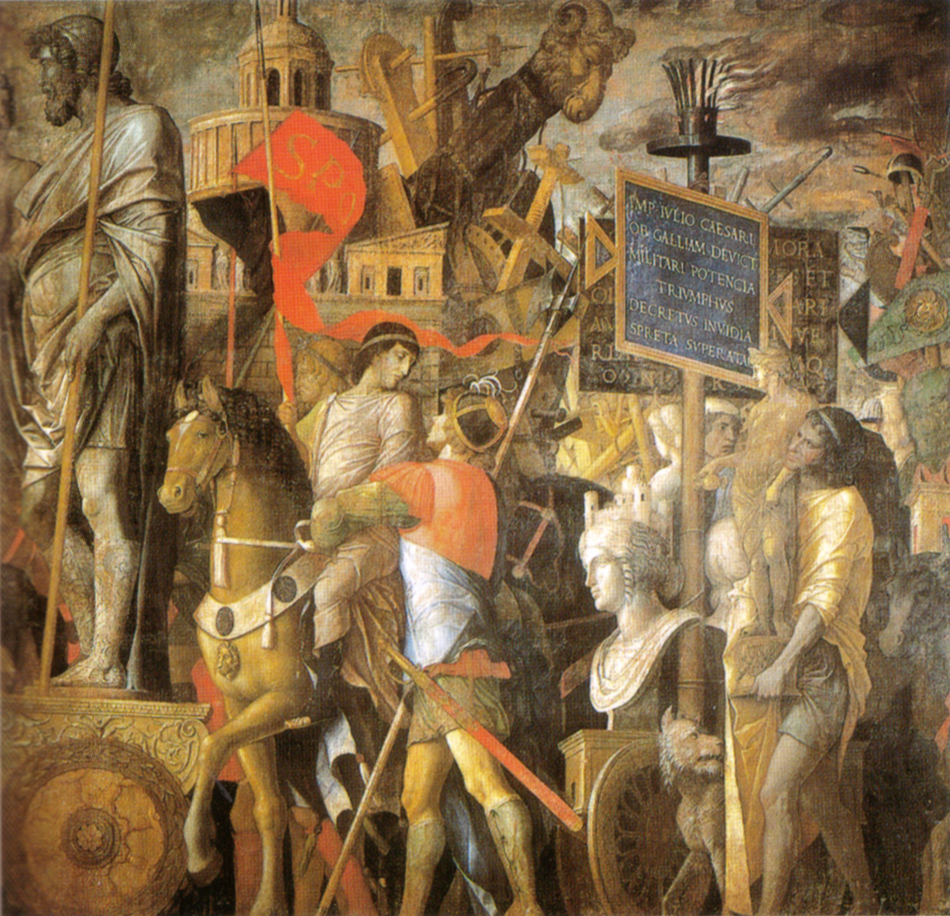
Seconda tela, Carri trionfali, trofei e macchine belliche

1. Trombettieri e portatori di insegne
2. Carri trionfali, trofei e macchine belliche
3. Carro con trofei e portatori di bottino
4. Portatori di vasi, tori sacrificali e trombettieri
5. Trombettieri, tori sacrificali ed elefanti
6. Portatori di corsaletti, di trofei e di armature
7. Prigionieri, buffoni e un portainsegna
8. Musici e portainsegne
9. Giulio Cesare sul carro trionfale

Della decima tela, i Senatori, resta un disegno, tratto da un originale del maestro, alla Graphisce Sammlung Albertina di Vienna.
Ispirandosi alle fonti antiche ed alle rare raffigurazioni su sarcofagi e rilievi vari, Mantegna ricreò la processione trionfale, che in origine doveva apparire, tramite apposite cornici, come un'unica lunga scena che veniva vista come attraverso un loggiato. Le scene sono raffigurate con un punto di vista leggermente ribassato, che suggerisce una collocazione rialzata, come effettivamente ha luogo ad Hampton Court. Varie sono le questioni aperte sulla disposizione, l'ordine e la cronologia della serie. La seconda scena ad esempio mostra i personaggi che sembrano uscire frontalmente, mentre nella sesta sembrano entrare di spalle nel "cubo pittorico". Il punto di fuga si trova al centro di alcune tele, mentre in altre si trova sul lato destro o quello sinistro; non mancano casi in cui poi esso sembra abbassarsi, fino quasi a nascondere i piedi in primo piano. Nel complesso la posizione spaziale appare quindi rettificata di continuo, esigendo una partecipazione sempre impegnata dello spettatore, come se fosse prevista una prospettiva multipla adattata per osservatori in movimento, secondo un percorso che oggi non si è più in grado di valutare.
Dal punto di vista strettamente pittorico, le tele risultano unificate da un'incessante ricerca di una coerenza atmosferica, all'insegna di un'armonia generale del ciclo. Il risultato è un'eroica esaltazione di un mondo perduto, con una solennità non minore di quella della Camera degli Sposi, ma più mossa, avvincente ed attuale.

### Prima scena

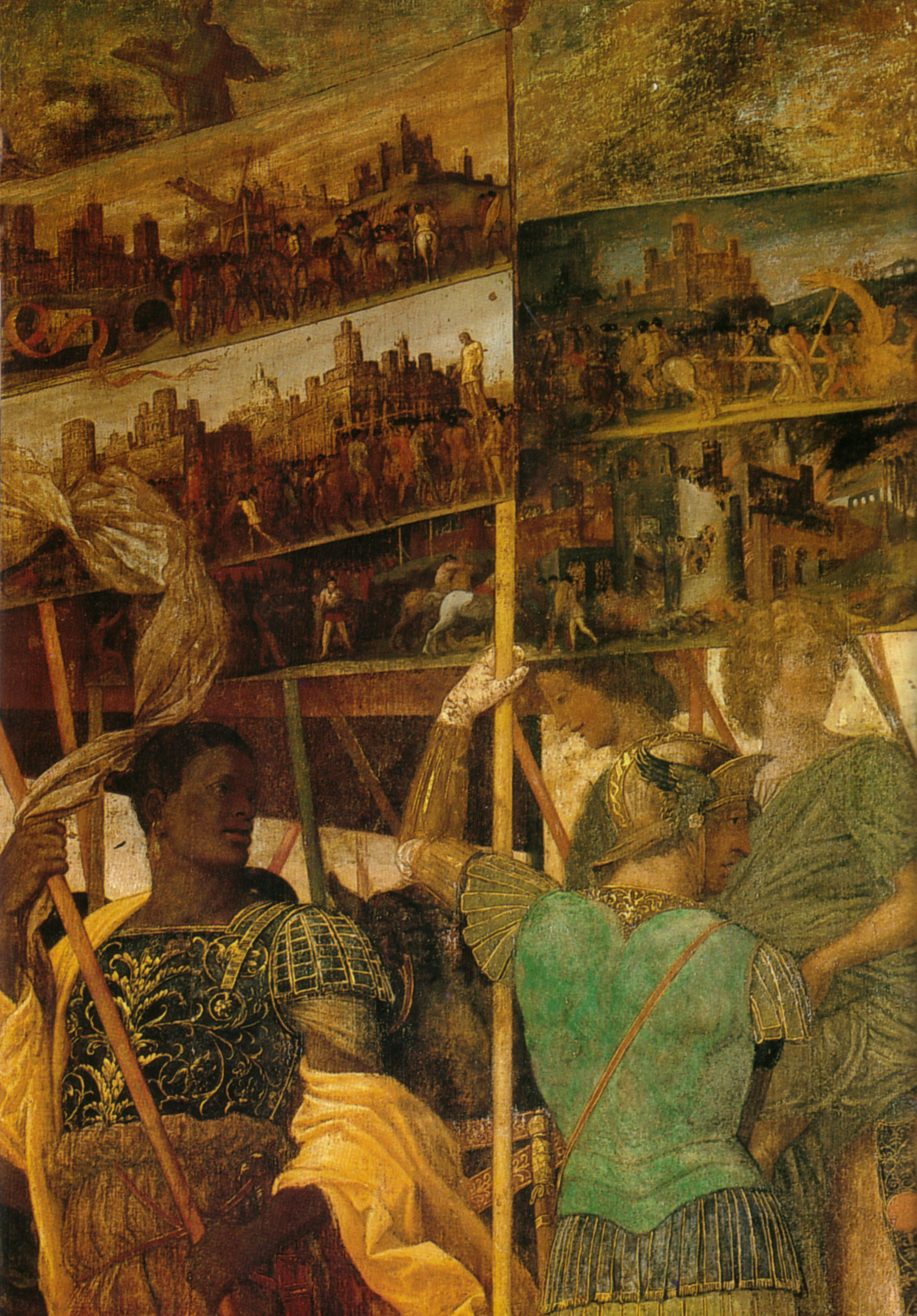
Dettaglio della prima scena

La prima scena, genericamente chiamata Trombettieri e portatori di insegne , mostra l'inizio del corteo dove sfilano, nell'ordine, i trombicini, i portatori di insegne di Roma, tra cui spicca un soldato nero in primo piano, probabile riferimento all'estensione del potere della Repubblica, e i portatori dei tabelloni con i dipinti delle principali fasi della guerra e delle città conquistate.  Questi tabelloni, un affascinante esempio di dipinto nel dipinto, ritraggono ampi paesaggi con vedute cittadine ricche di edifici monumentali e in primo piano gli eserciti con vistose macchine belliche come torri e catapulte. Nell'ultimo tabellone si vede una città data alle fiamme.
Notevole è la varietà delle pose tra i partecipanti al corteo (dai profili alle pose a tre quarti fino alle vedute di schiena), con l'uso di colori brillanti e accesi (per quanto intuibile nel precario stato conservativo) nei panneggi e nelle corazze.
Il pannello è in condizioni scadenti, con alcuni brani, come la testa del moro, interamente frutto di ridipinture.

### Seconda scena
La seconda scena, Carri trionfali, trofei e macchine belliche, mostra il tratto successivo del corteo, con alcuni carri che trasportano statue, quali trofei di guerra, e, in secondo piano, le macchine belliche usate negli assedi, tra cui si riconosce chiaramente un ariete con la tipica testa ovina. La statua di un personaggio ricorda quella che si vedeva in uno dei tabelloni della prima scena, così come alcuni dettagli delle macchine da guerra. Tra i trofei si vedono anche un busto di dea e una statua dorata, portata a mano da un uomo. Un modellino, vicino al cavallo nero in secondo piano, rappresenta una città sottomessa. In primo piano un cavaliere, che conversa con un soldato a piedi, tiene in mano una bandiera rossa con la scritta "SPQR".
Nella seconda metà del dipinto si vedono alcune iscrizioni in latino che riportano le imprese di Cesare (quella in primo piano recita: "IMP IVLIO CAESARIOB GALLIAM DEVICT. MILITARI POTENCIA TRIVMPHVS INVIDIA SPRETA SVPERATA), oltre a fiaccole e, in lontananza, armi issate su pali.
All'estrema destra si vede la testa di un bue sacrificale, il cui corpo compare nel pannello successivo. Non è chiarito il perché in questa scena la processione scarti verso l'esterno: il cavaliere in primo piano infatti sembra deviare rispetto alla traiettoria del carro che lo precede.
Questa tela è in stato relativamente buono.

### Terza scena

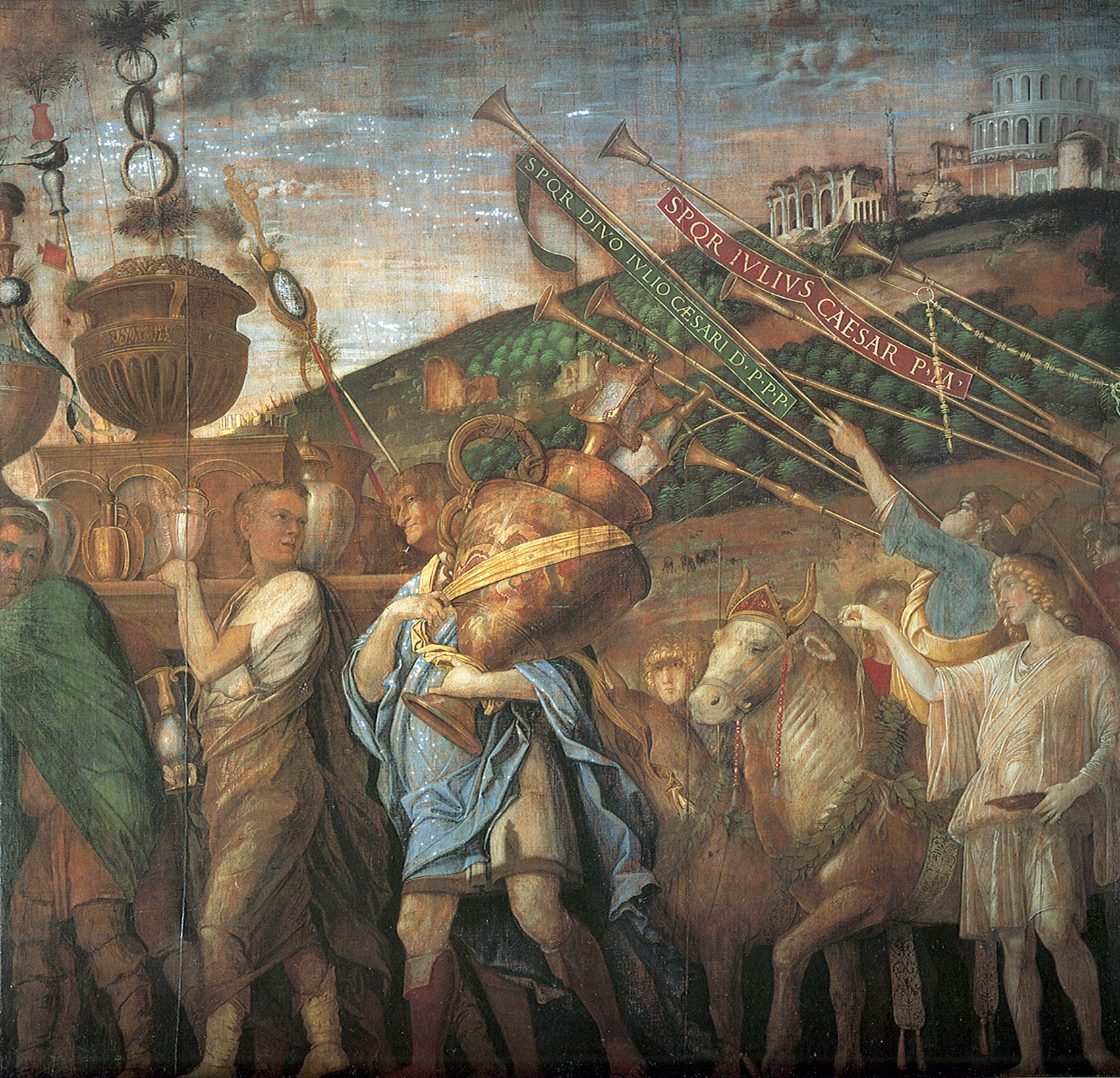
Quarta scena, Portatori di vasi, tori sacrificali e trombettieri

La terza scena, Carro con trofei e portatori di bottino, mostra un carro pieno di armature issate su pali, che si intravedevano appena all'estremità del pannello precedente. Si tratta delle armi prese ai vinti. Nel groviglio di lance, corazze, asce, elmi, spade, stivali, si intravedono alcuni pezzi particolarmente pregiati, come gli scudi dorati decorati da bassorilievi (a sinistra) o da mascheroni e girali (al centro).
In primo piano passano alcuni personaggi a piedi: un inserviente con un bue sacrificale (la cui testa è nel pannello precedente), un soldato armato di alabarda, e un gruppo di portatori che reggono sulle spalle un carro su cui sono esposte le argenterie e i tesori rubati al nemico: tra le coppe e i grandi vasi si vedono un grande recipiente colmo d'oro e una statuetta dorata di Nettuno; altre ampolle d'argento sono tenute in mano dei portatori.
Questa tela è in parte annebbiata dalle ridipinture settecentesche.

### Quarta scena
La quarta scena, Portatori di vasi, tori sacrificali e trombettieri, continua la precedente, poiché si vede la metà terminale del carro portato a spalle carico di tesori: vi si vedono un grande vaso buccellato colmo d'oro e piatti, anfore e ampolle d'oro e d'argento. In primo piano un uomo porta un braccio un monumentale vaso di pietra pregiata (agata?), riempito di oggetti preziosi d'oro e cristallo di rocca. Dietro il carro si vedono alcune insegne romane.
Seguono un nuovo gruppo di trombicines, sui cui strumenti sono appesi nastri con iscrizioni (SPQR IVLIVS CAESAR P.M. e SPQR DIVO IVLIO CAESARI D. P.P.P.), mentre due inservienti conducono due tori sacrificali. In questa tela compare un lontano sfondo, composto da una collina sormontata da edifici monumentali, ai piedi della quale si intravedono anche campi con contadini al lavoro. Come in altre opere di Mantegna, la rievocazione architettonica del passato non è filologica, ma organizzata secondo la fantasia dell'artista, a cui interessava un'ambientazione che fosse storicamente plausibile.
La tela è in buono stato, tranne il cielo che ha perso la tinta azzurrina.

### Quinta scena

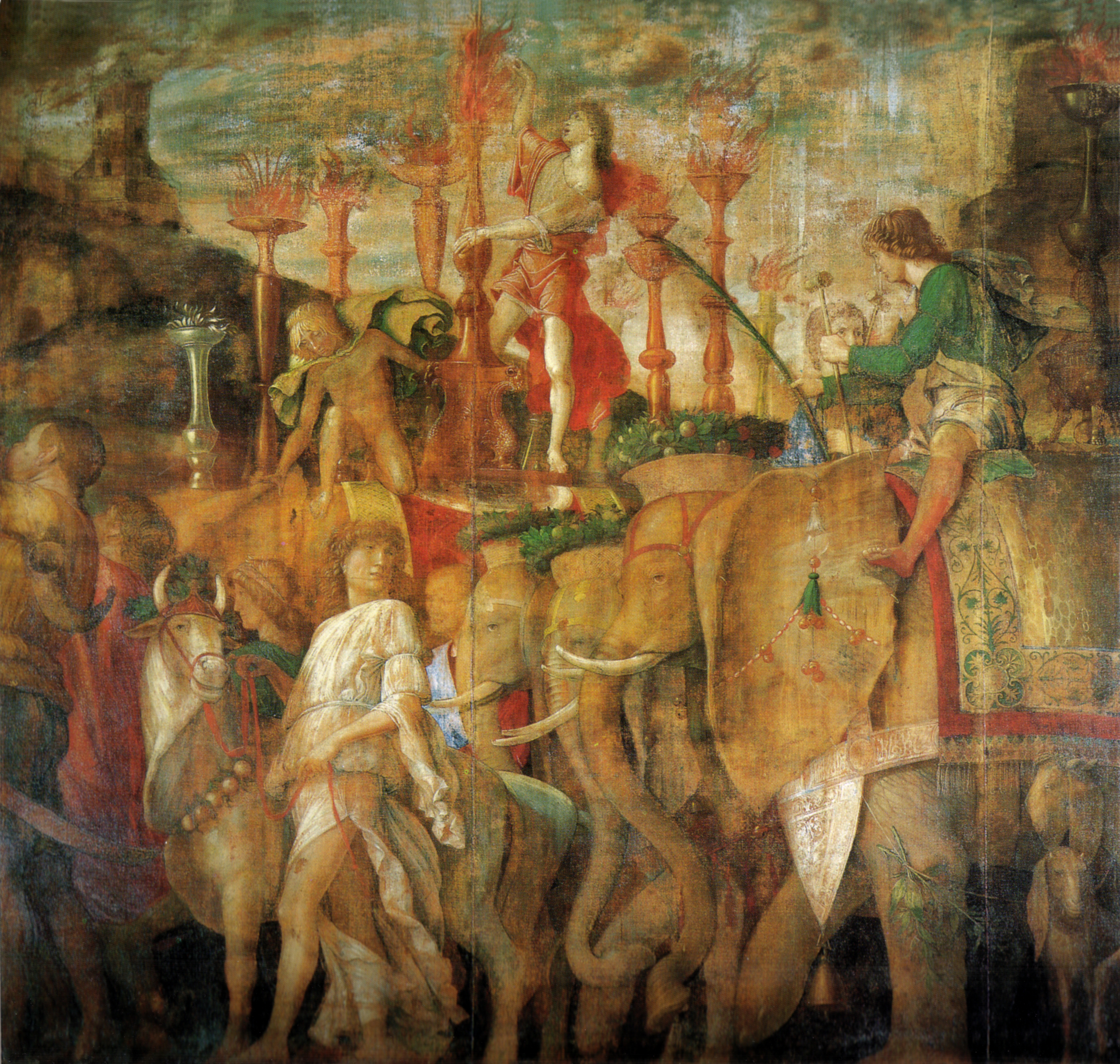
Quinta scena, Trombettieri, tori sacrificali ed elefanti

La quinta tela, Trombettieri, tori sacrificali ed elefanti, continua la precedente, come si nota dalla metà della collina a sinistra e dai due trombettieri di spalle in cima a questa porzione di corteo. Seguita la processione di tori sacrificali, a cui si aggiunge quella degli elefanti, straordinari animali da guerra. Su una piattaforma portata da un elefante in secondo piano sono sistemate una serie di fiaccole, badate da un personaggio vestito di rosso e un inserviente che guida l'animale. Nella seconda metà del dipinto gli elefanti sono ben visibili in primo piano, decorati da ghirlande sulla testa, da fili di perle e pennacchi. Quello in primissimo piano è cavalcato da un ragazzo, con un ricco tappeto come sella.
La scena è in condizioni buone, con qualche ritocco probabilmente antico.

### Sesta scena

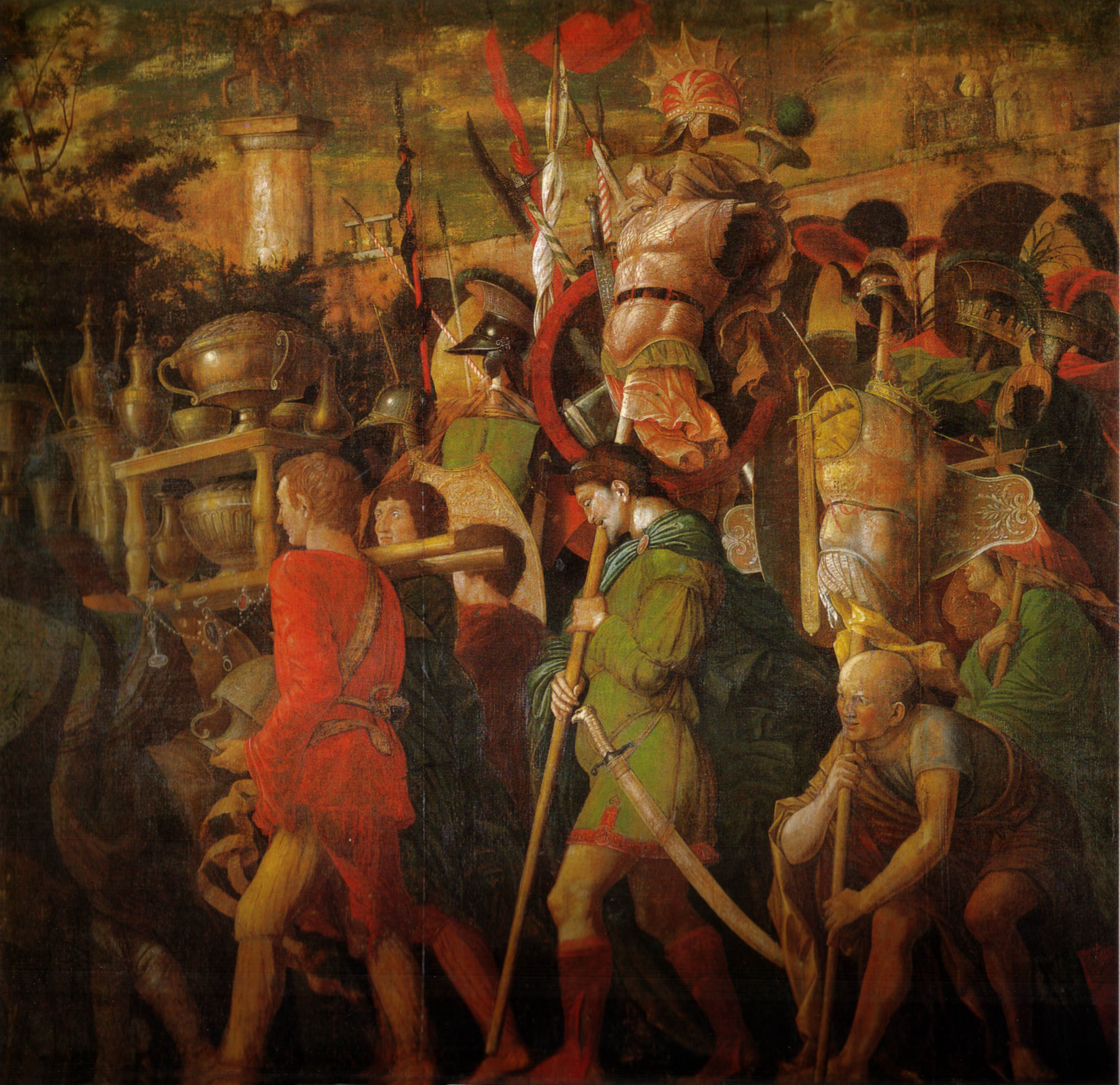
Sesta scena, Portatori di corsaletti, di trofei e di armature

Nella scena, Portatori di corsaletti, di trofei e di armature, è continuata la scena precedente, infatti a sinistra si scorge la coda di un elefante. Su vassoi portati a spalle, alcuni inservienti recano altre argenterie, gioielli e monete come bottino di guerra, seguiti da portatori di armature ed elmi issati su pali. Queste armature sono più riccamente decorate di quelle sul carro della terza scena, con una profusione di dorature, decorazioni a rilievo e drappi colorati. Nella grande varietà di pose e costumi, il ritmo della narrazione viene variato anche da inserti aneddotici, come il portatore calvo sulla destra che è piegato dalla fatica.
Sullo sfondo si vede un acquedotto, da cui alcune figure assistono al corteo. In alto spunta anche una colonna onoraria, decorata sulla sommità da una statua equestre dorata.
La tela è in buone condizioni, tranne il cielo.

### Settima scena

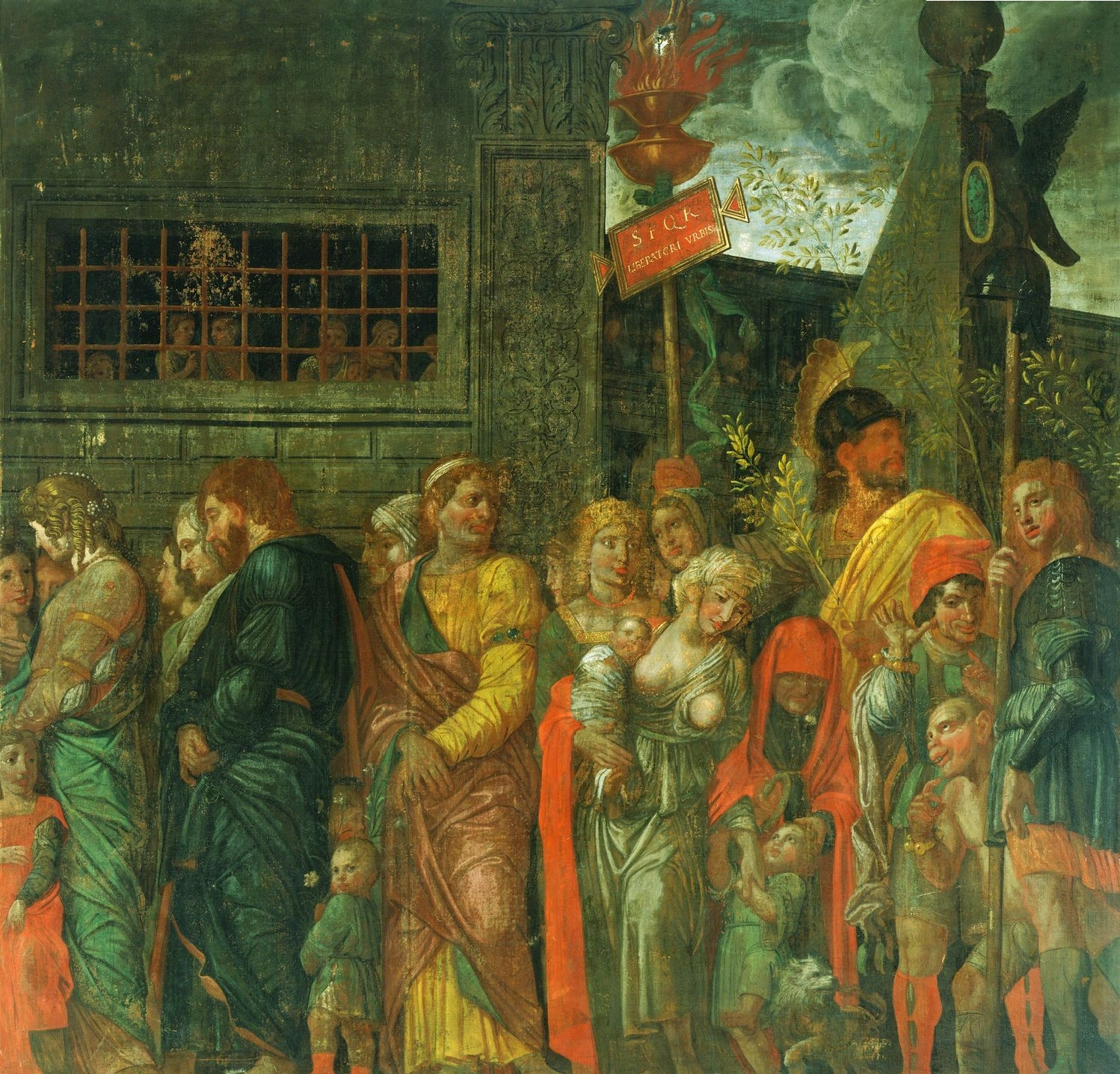
Settima scena, Prigionieri, buffoni e un portainsegna

La settima scena, Prigionieri, buffoni e un portainsegna, è la peggio conservata dell'intero ciclo, poiché interamente ridipinta nel XVIII secolo. Vi si vedono i prigionieri fatti durante la campagna militare, che procedono silenziosi con bambini e un cagnolino. Una delle donne ha un prezioso copricapo, a testimoniare il suo alto rango. Tra i bambini se ne vede uno che alza la gamba poiché gli è entrata una spina nel piede: la scenetta di genere venne ampiamente lodata da Vasari nelle Vite, poiché dipinta "con modo grazioso e molto naturale".
A destra si vedono due buffoni, un soldato e un portatore di insegna con l'aquila imperiale che regge nel becco un tabellone; un'altra insegna si erge al centro con un tabellone con l'iscrizione "SPQR LIBERATOR VRBIS". Lo sfondo è diverso dalle precedenti scene, perché siamo ormai in una città e si vedono alcuni personaggi che si affacciano da una finestra chiusa da inferriata.

### Ottava scena

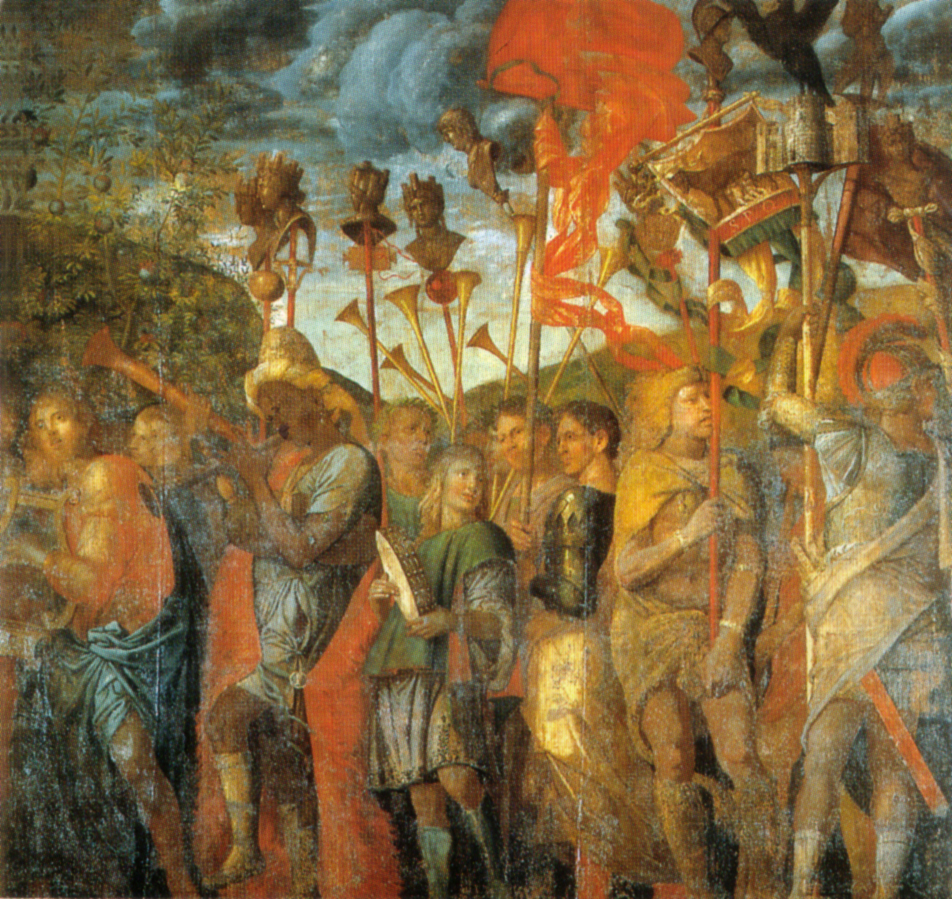
Ottava tela, Portatori di corsaletti, di trofei e di armature

Con l'ottava scena, Musici e portainsegne, si ritorna all'aperto, senza continuità con le scene ai lati. Si vedono una serie di musici (suonatori d'arpa, di tromba, di flauto, di tamburello), tra cui uno di etnia nera, seguiti da portatori di insegne, da busti coronati, bandiere, aquile imperiali, modellini di città e gonfaloni (uno mostra la lupa e la scritta SPQR).
Anche questa scena è caratterizzata da pesanti ridipinture.

### Nona scena

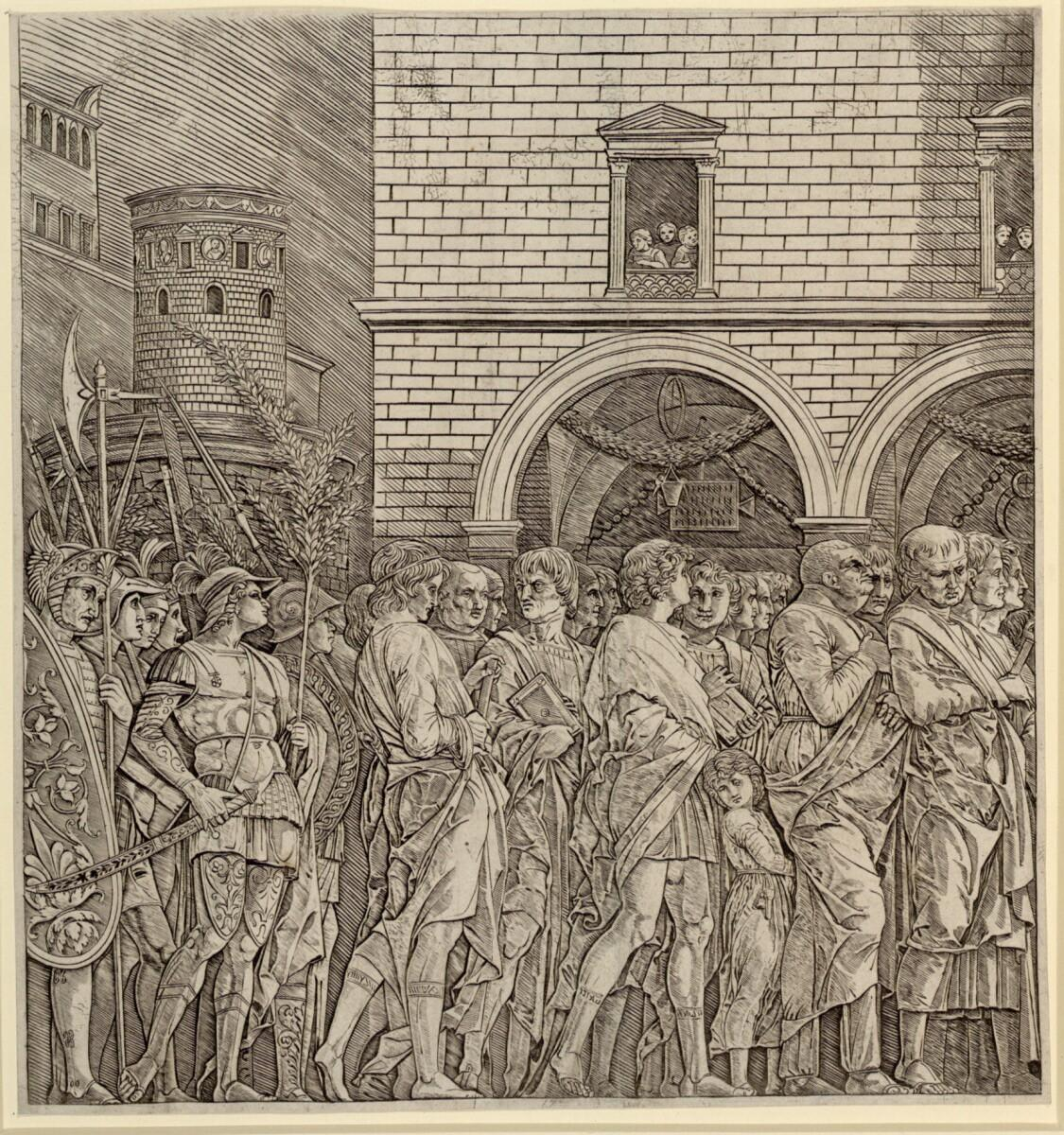
Decima scena, Senatori

Nella nona scena, Giulio Cesare sul carro trionfale, finalmente si vede il protagonista del trionfo, su un enorme carro riccamente decorato e trainato da un cavallo bianco, a terra si vedono un soldato con insegna, alcuni putti con rametti d'alloro e, in secondo piano, altre insegne con statuette e modellini di città. Giulio Cesare sta per essere incoronato con la ghirlanda di alloro da una vittoria alata. Lo sfondo è occupato da un arco trionfale, ornato da numerose statue e trofei.
La scena è in cattivo stato di conservazione.

### Decima scena
La decima scena era probabilmente in preparazione quando il maestro scomparve, nel 1506. Di essa doveva esistere già il disegno preparatorio, che fu copiato in un'incisione oggi conservata a Vienna. La scena, che procede da sinistra verso destra (l'immagine, come è frequente per le incisioni, riporta il disegno in controparte), mostra i senatori che sfilano su uno sfondo ormai cittadino.